# Погосян, Гарегин Самвелович
Гарегин Самвелович Погосян (арм. Գարեգին Սամվելի Պողոսյան, род 23 февраля 1982) — армянский военный деятель, генерал-майор Вооруженных сил Армении, Национальный Герой Армении (2020).
С 19 января 2023 года — командир 2-го армейского корпуса Сухопутных войск Армении.

## Награды и призвания
22 октября 2020 года указом президента Армении Армена Саркисяна полковник Погосян Гарегин Самвелович был удостоен высшего звания Национального Героя Армении.